# Bastillepladsen
| Place de la BASTILLE        | Place de la BASTILLE                 |
| --------------------------- | ------------------------------------ |
| Paris kort                  |                                      |
| Arrondissement              | IVe, XIe, XIIe                       |
| Kvarter                     | Arsenal . Roquette . Quinze-Vingts . |
| Længde                      | 215 meter                            |
| Bredde                      | 150 meter                            |
| Oprettet                    | 27. Juni 1792                        |
| Benævnelse                  |                                      |
|                             |                                      |
| [[{{{areal kort}}}\|230px]] |                                      |
| Bastillepladsen             |                                      |

Bastillepladsen (Place de la Bastille) ligger i Paris og er en stor turistattraktion. Her lå indtil 1789 fængslet Bastillen.
Midt på pladsen står Colonne du Juillet (= juli-søjlen), rejst til minde om juli-revolutionen i 1830, da Charles 10. blev afsatt og erstattet med borgerkongen Louis-Philippe. Da han i sin tur blev styrtet under februar-revolutionen i 1848, fik søjlen en ny inskription.
Til tohundredeårsjubilæet for den franske revolution i 1989 åbnede den nye Paris-operaen – Opéra Bastille – som i dag dominerer pladsen.
Stormen på Bastillen står som selve symbolet på franskmændenes frihedsbestræbelser og den franske republik; derfor har Bastille-pladsen en enorm symbolværdi. Pladsen benyttes stadigvæk til store politiske markeringer, som under de store demonstrationer mod Le Pen i 2002.

## Napoleons elefant
Napoleon havde planlagt at opføre sin triumfbue på grunden, hvor Bastillen havde ligget, men det østlige Paris var dengang en nedslidt arbejderbydel, så han fik i stedet sin triumfbue længere vest i byen. Han mente alligevel, at en statue af en elefant ville være et passende mindesmærke på Bastille-grunden, selv om elefanter symboliserede den tabende part i de puniske krige. Elefanten skulle støbes af bronze fra kanoner erobret i Spanien. Den skulle sprøjte vand fra snablen, og statuen skulle være stor nok til, at publikum kunne gå op ad en indvendig trappe til tårnet på dens ryg. Imidlertid havde våbenindustrien behov for al den bronze, der fandtes, så i stedet for en bronzestatue blev en elefant af gips sat op på pladsen, stor som et hus i tre etager.  Efter Napoleons fald planlagde bourbonerne at opføre en elefantstatue der i marmor, men så formåede de ikke at afse mere end otte hundrede francs årligt som løn til en vagtmand ved navn Levassure, der bosatte sig sammen med rotterne i det ene af statuens smuldrende ben. 
Mellem 1814 og 1846 vågede elefanten over Bastillepladsen, som var et hav af pløre i vinterregnen og en støvmark i sommervarmen. Under julirevolutionen i 1830 havde statuen tabt en stødtand, og var sort og grimet af sod og snavs, omgivet af mælkebøtter og tidsler. Projekterne med at udgrave Canal d'Ourcq og planere Bastillepladsen, fik statuen til at synke ned i grunden. Store huller dannede sig i gipsen og blev nattely for rotter, hjemløse katte og omstrejfere. Allerede fra slutningen af 1820-tallet var husene rundt om pladsen stærkt generede af rottebander som holdt til i statuen, og derfra foretog rene raid mod områdets bolighuse. Myndighederne vurderede at få gipskæmpen omplasseret til Tuilerierne eller Les Invalides, men den blev stående til 1846. 